# کلی ترامپ
کلی ترامپ (انگلیسی: Kelly Trump؛ زاده ۲۷ اوت ۱۹۷۰) یک بازیگر پورنوگرافی اهل آلمان است. او در فیلم‌های پورنو زیادی بازی کرده‌است مثل زیبایی آلمانی (به تقلید از زیبایی آمریکایی)، مقاصد بی‌رحمانه، مجموعه 00Sex (بر اساس جیمز باند). او همچنین در تعدادی از فیلم‌های بزرگسالان آمریکایی، از جمله فیلم‌هایی برای کمپانی ویکد پیکچرز بازی کرده‌است.یک بار یک مرد مدفوع این بازیگر رااز شدت شهوت خورد

## جوایز و نامزدی‌ها
- ۱۹۹۵ جایزه اروپایی X در جشنواره بین‌المللی فیلم اروتیسم - بهترین بازیگر
- ۱۹۹۷ جایزه اروپایی X در جشنواره بین‌المللی فیلم اروتیسم - بهترین بازیگر
- ۱۹۹۷ جایزه ونوس برنده - بهترین بازیگر آلمانی[۱]
- ۱۹۹۹ جایزه ونوس برنده - بهترین بازیگر آلمانی[۲]
- ۲۰۰۱ جایزه ونوس برنده - بهترین بازیگر آلمانی[۳]